# Vater unser
Vater unser est une œuvre pour soprano et piano écrite par Arvo Pärt, compositeur estonien associé au mouvement de musique minimaliste. Son titre allemand signifie en français Notre Père.

## Historique
Composée en 2005, l'œuvre a été jouée par le compositeur devant le pape Benoît XVI en 2011 à l'occasion d'une cérémonie au Vatican célébrant le 60e anniversaire de son ordination sacerdotale.

## Discographie
- Sur le disque Vater unser par Heldur Harry Polda et Arvo Pärt chez Estonian Record Productions, 2011.